# Lascaux-Interstadial
| Glaziale/ Interglaziale | Stadiale/ Interstadiale | Zeitraum (v. Chr.) |
| ----------------------- | ----------------------- | ------------------ |
| Weichsel- Spätglazial   |                         |                    |
| Jüngere Dryaszeit       | 10.730–09.700           |                    |
| Alleröd-Interstadial    | 11.400–10.730           |                    |
| Ältere Dryaszeit        | 11.590–11.400           |                    |
| Bölling-Interstadial    | 11.720–11.590           |                    |
| Älteste Dryaszeit       | 11.850–11.720           |                    |
| Meiendorf-Interstadial  | 12.500–11.850           |                    |
| Weichsel- Hochglazial   |                         |                    |
| Mecklenburg-Phase       | 15.000–13.000           |                    |
| Pommern-Phase           | 18.200–15.000           |                    |
| Lascaux-Interstadial    | 19.000–18.200           |                    |
| Laugerie-Interstadial   | 21.500–20.000           |                    |
| Frankfurt-Phase         | 22.000–20.000           |                    |
| Brandenburg-Phase       | 24.000–22.000           |                    |
| Tursac-Interstadial     | 27.000–25.500           |                    |
| Maisières-Interstadial  | 30.500–29.500           |                    |
| Denekamp-Interstadial   | 34.000–30.500           |                    |
| Huneborg-Stadial        | 39.400–34.000           |                    |
| Hengelo-Interstadial    | 41.300–39.400           |                    |
| Moershoofd-Interstadial | 48.700                  |                    |
| Glinde-Interstadial     | 51.500                  |                    |
| Ebersdorf-Stadial       | 53.500                  |                    |
| Oerel-Interstadial      | 57.700                  |                    |
| Weichsel- Frühglazial   |                         |                    |
| Schalkholz-Stadial      | 60.000                  |                    |
| Odderade-Interstadial   | 74.000                  |                    |
| Rederstall-Stadial      | ?                       |                    |
| Brörup-Interstadial     | ?                       |                    |
| Amersfoort-Interstadial | ?                       |                    |
| Herning-Stadial         | 115.000                 |                    |
| Eem-Warmzeit            |                         |                    |
|                         | 126.000                 |                    |

Das Lascaux-Interstadial ist die zweite Warmphase nach dem Letzteiszeitlichen Maximum. Es ereignete sich im Zeitraum 19.000 bis 18.000 v. Chr., im weiteren Sinne auch bis 16.000 v. Chr.

## Bezeichnung
Das Lascaux-Interstadial wurde nach seiner eponymen Typlokalität Lascaux bei Montignac-Lascaux im Département Dordogne benannt. Als Referenzprofile dienen jedoch die Ablagerungen von Laugerie-Haute und von Les Jamblancs bei Bourniquel (beide Dordogne).

## Stratigraphie und Korrelationen

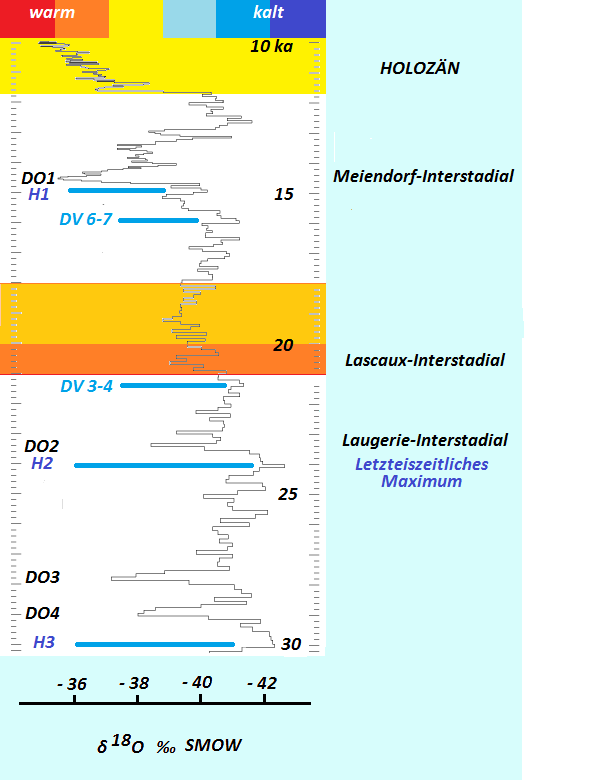
Das Lascaux-Interstadial (markiert in rot und orange) im zeitlichen Rahmen 10 bis 30 ka BP. Sauerstoffisotopen gemäß GISP 2.

Das Lascaux-Interstadial folgt nach der zwischengeschalteten Abkühlphase DV 3-4 (um 19.300 v. Chr. – erkennbar als Eiskeilereignis in einem Nassbodenhorizont von Dolní Věstonice) auf das Laugerie-Interstadial. Nach der eigentlichen Warmphase des Lascaux-Interstadials im engeren Sinne setzte sich der Aufwärmungstrend jedoch weiterhin fort, so dass das Lascaux-Interstadial im weiteren Sinne nach einer sehr kurzzeitigen Abkühlung noch bis um 16.000 v. Chr. fortdauerte. Erst dann fielen die Temperaturen wieder in Richtung der Abkühlphase DV 6-7 (um 13.900 v. Chr.).
Das Lascaux-Interstadial gehört zum Marinen Isotopenstadium MIS 2 und fällt ins Grönland-Stadial GS-2 (GS-2b).
Es situiert sich zwischen der vorangegangenen Frankfurt-Phase und der nachfolgenden Pommern-Phase des Fennoskandischen Eisschildes. Der zwischenzeitliche Kälterückfall um 18.200 v. Chr. korreliert mit dem LGM-2 des Letzteiszeitlichen Maximums.

## Datierung
Anhand des Verlaufs der δ180-Werte des grönländischen Eisbohrkerns GISP 2 kann dem Lascaux-Interstadial in etwa die Zeitspanne 19.000 bis 18.000 v. Chr. zugeordnet werden. Arlette Leroi-Gourhan (1988) gibt für das Interstadial 17.800 bis 16.500 Radiokohlenstoffjahre BP an, was kalibriert (mit CalPal) 19.326 bis 17.865 Jahren v. Chr. entspricht. Derselbe Zeitraum wird auch von Laville (1988) befürwortet. Bosselin und Djindjian (1988) empfehlen 18.000 bis 16.200 Radiokohlenstoffjahre bzw. 19.763 bis 17.380 v. Chr. Wolfgang Weißmüller setzt den Beginn des Lascaux-Interstadials mit 17.500 Radiokohlenstoffjahren fest oder kalibriert mit 18.972 Jahren v. Chr. Wie bereits erwähnt lässt sich das Lascaux-Interstadial im weiteren Sinne noch bis zirka 16.000 v. Chr. ausdehnen.

## Charakterisierung
Der Anstieg der δ180-Werte vom Tiefstand des vorausgegangenen Stadials DV 3-4 zum Lascaux-Interstadial betrug anhand der GRIP-Daten rund 3 ‰ (von −42 auf −39 ‰) SMOW. Dies entspricht im grönländischen Eis einer Temperaturerhöhung von 6 °C. Die Werte sanken dann wieder auf −41 ‰ SMOW ab. Bis zum Ende des erweiterten Interstadials stiegen sie dann wieder bis auf −39 ‰ an. Während des erweiterten Interstadials lagen die Temperaturen dann um bis zu 2 °C höher als im eigentlichen Interstadial.

## Vulkanismus
Im Verlauf des Lascaux-Interstadials wurde in Mitteleuropa der Eltviller Tuff, ein wichtiger stratigraphischer Korrelationshorizont, in Lößsedimenten des ausgehenden Weichsel-Spätglazials abgelagert. Er wird mit zirka 19.000 bis 18.000 Jahren v. Chr. datiert.

## Kulturelle Entwicklung

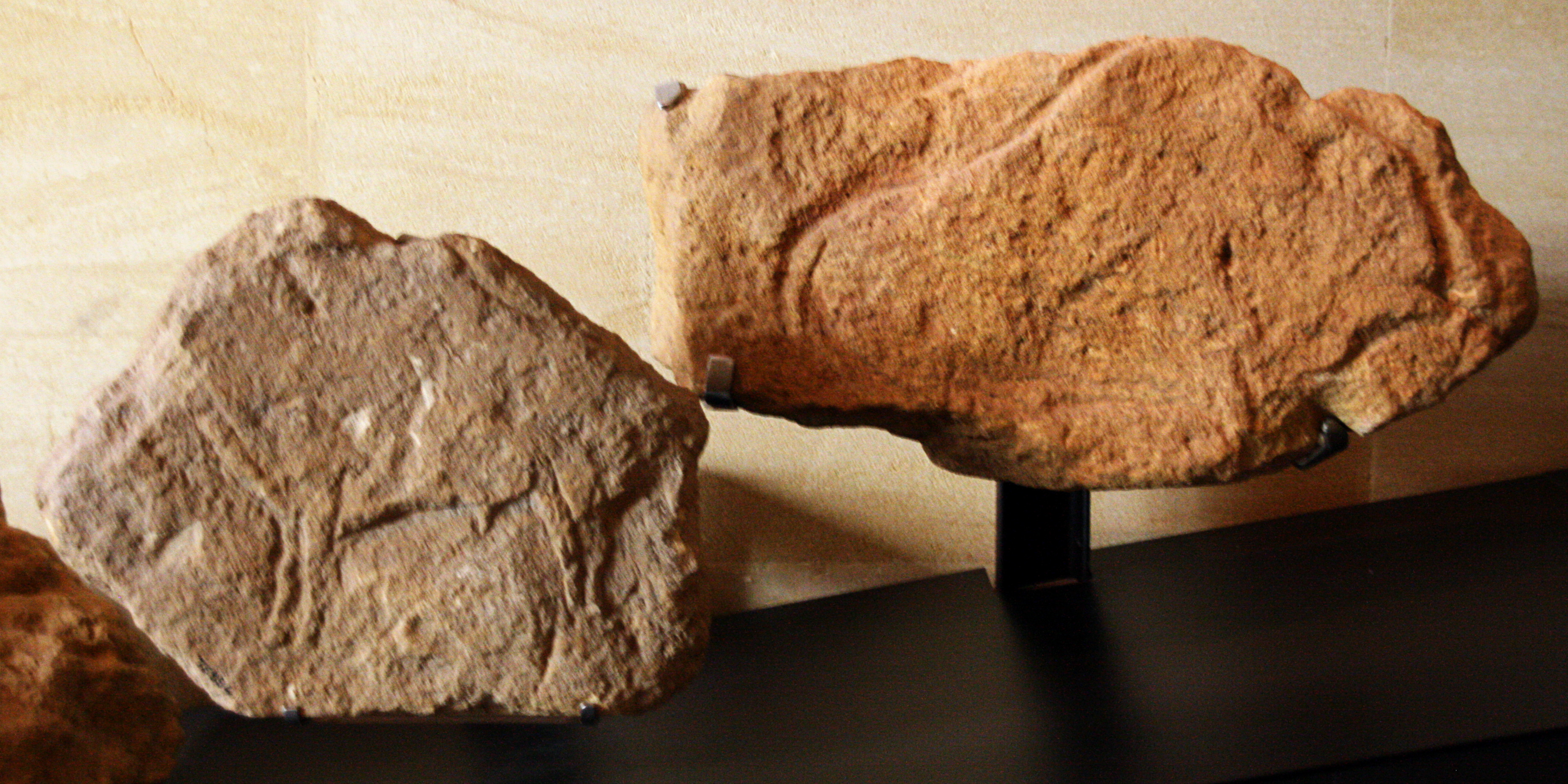
Wisentgravuren von der Fundstätte Les Jamblancs bei Bourniquel, Département Dordogne

Das Lascaux-Interstadial wird kulturell vom Badegoulien geprägt. So war das Ältere Badegoulien (vormals Magdalénien 0) gerade zu Ende gegangen und das Jüngere Badegoulien (Magdalénien I) breitete sich aus. Das erweiterte Interstadial erlebte auch noch den Beginn des Magdaléniens (Magdalénien II).